# یواس‌اس فلاهرتی (دی‌ئی-۱۳۵)
یواس‌اس فلاهرتی (دی‌ئی-۱۳۵) (به انگلیسی: USS Flaherty (DE-135)) یک کشتی بود که طول آن ۳۰۶ فوت (۹۳ متر) بود. این کشتی در سال ۱۹۴۳ ساخته شد.